# Basilides Ábris
Basilides Ábris (Vágújhely, 1915. április 16. – Budapest, 1968. június 4.) magyar filmrendező, egyetemi tanár, a Basilides család egyik tagja. Basilides Sándor (1901–1980) festő, Basilides Barna (1903–1967) szintén festő és Basilides Zoltán (1918–1988) színművész testvére.

## Életpályája
Közgazdásznak készült. 1940-ben lépett a filmes pályára. 1940–1944 között a Hunnia Filmgyárban segédkezett vágógyakornokként, de segédrendezőként számos játékfilm készítésében vállalt szerepet. 1948-tól az UMFI, majd a Híradó és Dokumentum Filmstúdió, később a Budapesti Filmstúdió rendezője és vágója volt. 1953–1955 között tanított a Színház- és Filmművészeti Főiskola operatőr szakán. 1954-ben Herend, 1956-ban Tihany és Nagy mesterek műveiből című filmjeivel részt vett a Velencei biennálén.
Táj- és képzőművészeti tárgyú rövidfilmjeivel ért el sikereket.

## Filmjei
| - Egy szív megáll (1942) - Szíriusz (1942) - A tökéletes család (1942) - Nászinduló (1944) - Magyar sasok (1944) - Többet ésszel, mint erővel (1948) - Új község születik (1949) - Jobb félni, mint megijedni (1949) - Vitamin ABC (1950) - A meteorológiai intézet jelenti… (1950) - Szabadságunk születésnapja (1950) - Országfásítás (1950) - Balesetelhárítás a bőriparban (1950) - A munka hőse (1950) - Sztahanovista munkamódszerek az építőiparban (1951) - Kismotorok (1951) - Kacsa a hóban (1951) - Röpül a labda (1951) - Gyalogosok, figyelem! (1951) - Gépkocsivezetők figyelem! (1952) - Munkácsy (1952) - Így készülünk az olimpiára (1952) - Téli takarmányozás (1953) - Szomjazó földek (1953) - Országjáró úttörők (1953) - Miénk a Balaton (1953) - A szabadságért (1953) - Herend (1953) - Magyarország nagy tájai I.-II. (1954) - A vén vidám villamos (1954) - Alkot a nép (1954) - A vér (1954) | - Tihany (1955) - Sopron, a műemlékek városa (1955) - Csók István (1955) - Bakony (1955) - Az eke fejlődése (1955) - Reuma (1956) - Medgyessy Ferenc (1956) - Nagy mesterek műveiből (1956) - Ma még nem késő (1956) - Dunántúli kövek (1957) - Minden jó, ha vége jó (1958) - Miért történt? (1958) - Kétszeres mátkaság (1959) - Újra szép az élet (1959) - Galvanizálás (1959) - 4527-es akta (1960) - Egységesítés, tipizálás (1960) - Bányától az erőműig (1961) - Emberek a kohónál (1961) - Használja egészséggel! (1963) - Ma, tegnap, holnap (1963) - Haldex (1963) - Víztisztító gépek (1964) - Magyar gyógynövények (1965) - Így élnek ők (1965) - Barát vagy ellenség (1965) - Egymásért (1966) - Riport az országúton (1967) - Élet a pusztán (1968) - Széles a Balaton vize (1968) |